# Envikens socken
Envikens socken ligger i Dalarna, ingår sedan 1971 i Falu kommun och motsvarar från 2016 Envikens distrikt.
Socknens areal är 369,00 kvadratkilometer, varav 341,70 land. År 2020 fanns här 1 639 invånare. Tätorten och kyrkbyn Enviken med sockenkyrkan Envikens kyrka samt orten Enviksbyn med Envikens gamla kyrka ligger i socknen. 

## Administrativ historik
Tängerfjärdingen (motsvarade nästan nuvarande Envikens socken) bröts ut som oegentlig kapellförsamling 1671 (när kyrkan i Envikens by blir sanktionerad) ur Svärdsjö socken. Den gamla kyrkan i Envikens by hade tidigare byggts mot biskopens tillstånd och betecknas ibland som Dalarnas största svartbygge. Undan för undan fick kapellaget mera självständiga befogenheter med begravningsrätt vid kyrkan omkring år 1800. Ungefär samtidigt fick kapellet en utsedd präst som dock aldrig kom i tjänst. Kapellaget inköpte också en liten gård med fallfärdig stuga som menades som prästgård. Denna gårds belägenhet är inte känd och kom aldrig till användning. År 1849 blev Enviken egen kapellförsamling med egen präst (August Vilhelm Starnberg) och prästgård som även användes som folkskola tills separat folkskola byggdes 1864. Från 1 maj 1864 blev Enviken eget pastorat med egen kyrkoherde. Enligt beslut den 26 oktober 1888 blev Enviken egen jordebokssocken, utbryten ur Svärdsjö.
Vid kommunreformen 1862 övergick socknens ansvar för de kyrkliga frågorna till Envikens församling och för de borgerliga frågorna till Envikens landskommun. Landskommunen uppgick 1971 i Falu kommun.
1 januari 2016 inrättades distriktet Enviken, med samma omfattning som församlingen hade 1999/2000.
Socknen har tillhört fögderier, tingslag och domsagor enligt vad som beskrivs i artikeln Dalarna. De indelta soldaterna tillhörde Dalaregemente och  Rättviks kompani.

## Geografi
Envikens socken ligger norr om  Falun kring Svärdsjöån och sjön Balungen. Socknen är en sjörik kuperad skogsbygd med höjder som i Spjärhällan i öster når 506 meter över havet.

## Fornlämningar
Några boplatser från stenåldern och slagg från lågteknisk järnframställning är funna.

## Namnet
Namnet (1358 Ennouik) kommer från kyrkbyn. Efterleden syftar på en vik av Norr-Lingan. Förleden kan innehålla Enn, namnet på en å som kan tolkas som 'ån vid vilken det växer en'.

## Befolkningsutveckling
| Befolkningsutvecklingen i Envikens socken 1810–2020 | Befolkningsutvecklingen i Envikens socken 1810–2020 | Befolkningsutvecklingen i Envikens socken 1810–2020 | Befolkningsutvecklingen i Envikens socken 1810–2020 | Befolkningsutvecklingen i Envikens socken 1810–2020 |
| --- | --------------------------------------------------- | --------------------------------------------------- | --------------------------------------------------- | --------------------------------------------------- |
| |                                                     |                                                     |                                                     |                                                     |
| År |                                                     |                                                     | Folkmängd                                           |                                                     |
| 1810 | 1810                                                |                                                     | 1 285                                               |                                                     |
| 1820 | 1820                                                |                                                     | 1 263                                               |                                                     |
| 1830 | 1830                                                |                                                     | 1 263                                               |                                                     |
| 1850 | 1850                                                |                                                     | 2 246                                               |                                                     |
| 1860 | 1860                                                |                                                     | 1 828                                               |                                                     |
| 1870 | 1870                                                |                                                     | 2 039                                               |                                                     |
| 1880 | 1880                                                |                                                     | 2 304                                               |                                                     |
| 1890 | 1890                                                |                                                     | 2 411                                               |                                                     |
| 1900 | 1900                                                |                                                     | 2 318                                               |                                                     |
| 1910 | 1910                                                |                                                     | 2 260                                               |                                                     |
| 1920 | 1920                                                |                                                     | 2 272                                               |                                                     |
| 1930 | 1930                                                |                                                     | 2 346                                               |                                                     |
| 1940 | 1940                                                |                                                     | 2 266                                               |                                                     |
| 1950 | 1950                                                |                                                     | 2 226                                               |                                                     |
| 1960 | 1960                                                |                                                     | 2 171                                               |                                                     |
| 1970 | 1970                                                |                                                     | 1 857                                               |                                                     |
| 1980 | 1980                                                |                                                     | 1 827                                               |                                                     |
| 1990 | 1990                                                |                                                     | 1 790                                               |                                                     |
| 2010 | 2010                                                |                                                     | 1 623                                               |                                                     |
| 2020 | 2020                                                |                                                     | 1 639                                               |                                                     |
| Anm: Källor: Umeå universitet - Tabellverket 1749-1859, Demografiska databasen, CEDAR, Umeå universitet, Befolkning per församling, Folkmängden per distrikt, landskap, landsdel eller riket efter kön. År 2015 - 2022. |                                                     |                                                     |                                                     |                                                     |